# Cañitas de Felipe Pescador
Cañitas de Felipe Pescador is een stadje in de Mexicaanse deelstaat Zacatecas. Cañitas de Felipe Pescador is de hoofdplaats van de gemeente Cañitas de Felipe Pescador en heeft 5.950 inwoners (census 2005).
Cañitas de Felipe Pescador werd gesticht in 1921, na de Mexicaanse Revolutie, als ejido. Sinds 1958 is het de zetel van een zelfstandige gemeente.